# Wuri (Taizhong)
Wuri (chiń. upr. 乌日 区; chiń. trad. 烏日區; pinyin Wūrì qū; Wade-Giles Wu-jih ch’ü) – dzielnica (chiń. 區, qū) w rejonie miejskim miasta wydzielonego Taizhong na Tajwanie. 
23 czerwca 2009 komitet przy Ministrze Spraw Wewnętrznych Republiki Chińskiej zarekomendował scalenie dotychczasowego powiatu Taizhong (chiń. trad. 臺中縣; pinyin Táizhōng xiàn) i miasta Taizhong (chiń. trad. 臺中市; pinyin Táizhōng xiàn) w miasto wydzielone (chiń. 直轄市, zhíxiáshì); dotychczasowe dzielnice (chiń. 區, qū) miasta Taizhong, jak Wuri, stały się dzielnicami miasta wydzielonego. Ustawa weszła w życie 25 grudnia 2010 roku.
Populacja dzielnicy Wuri w 2016 roku liczyła 73 647 mieszkańców – 36 590 kobiet i 37 057 mężczyzn. Liczba gospodarstw domowych wynosiła 23 916, co oznacza, że w jednym gospodarstwie zamieszkiwało średnio 3,08 osób.

## Demografia (2011–2016)
| Rok  | Liczba ludności | Gęstość zaludnienia | Kobiety | Mężczyźni | Gospodarstwa domowe |
| ---- | --------------- | ------------------- | ------- | --------- | ------------------- |
| 2011 | 69 224          | 1594                | 34 167  | 35 057    | 21 003              |
| 2012 | 70 068          | 1614                | 34 640  | 35 428    | 21 523              |
| 2013 | 70 624          | 1627                | 34 883  | 35 741    | 21 934              |
| 2014 | 71 520          | 1647                | 35 420  | 36 100    | 22 635              |
| 2015 | 72 514          | 1670                | 35 997  | 36 517    | 23 158              |
| 2016 | 73 647          | 1696                | 36 590  | 37 057    | 23 916              |